# Marienkapelle (Ramsthal)

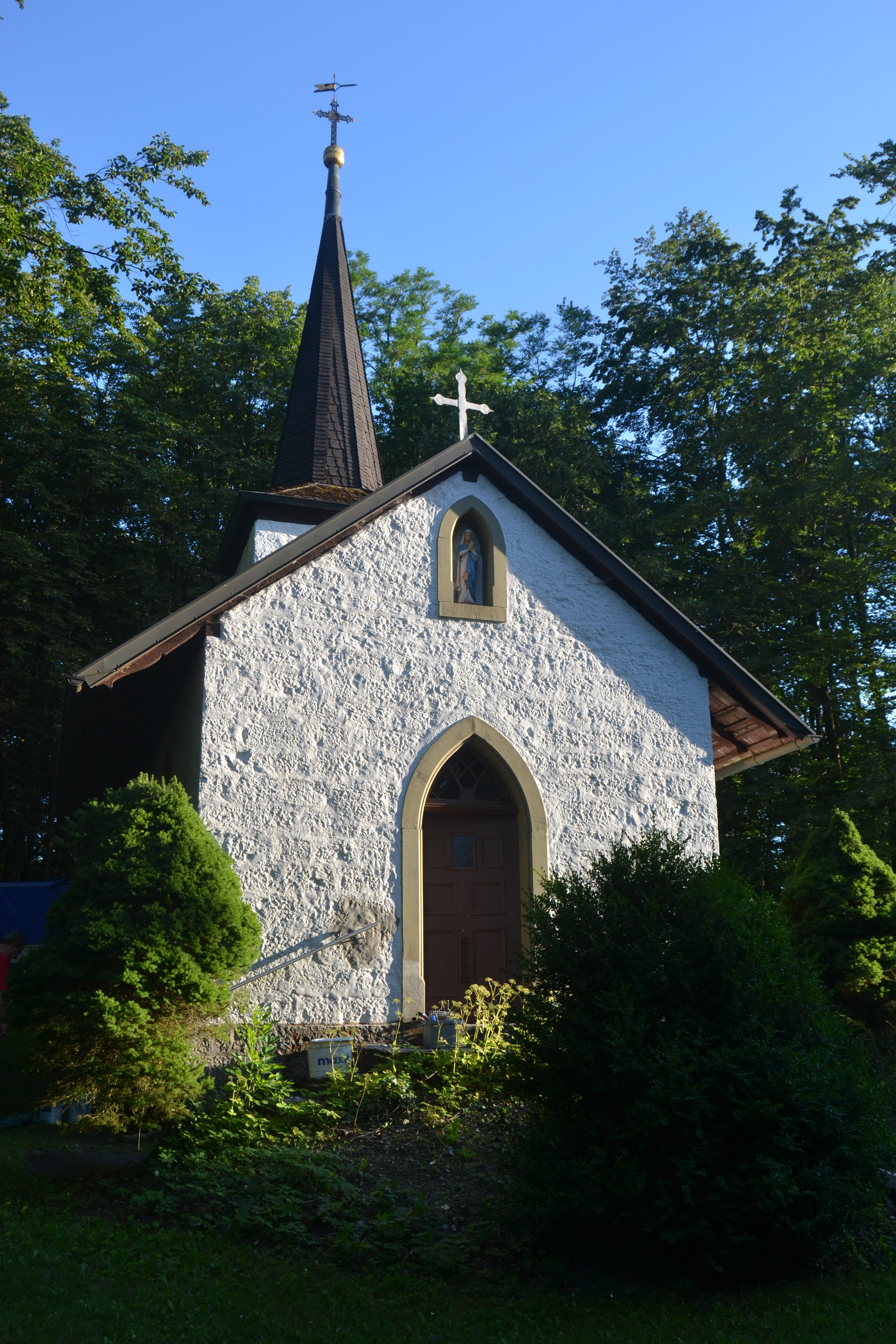
Marienkapelle (Ramsthal)

Die römisch-katholische Marienkapelle befindet sich in Ramsthal, einer Gemeinde im unterfränkischen Landkreis Bad Kissingen. Sie ist der hl. Maria geweiht.

## Geschichte
Bereits Anfang der 1870er Jahre versprachen die Ramsthaler Männer, die am Deutsch-Französischen Krieg von 1870/71 teilgenommen hatten, nach gesunder Rückkehr aus dem Krieg eine Lourdeskapelle in ihrem Heimatort Ramsthal zu errichten. Aus unbekanntem Grund kam es nicht zur Umsetzung dieses Gelübdes.
Zur Umsetzung kam der Kapellenbau schließlich durch Kaspar Wahler, der nach Amerika ausgewandert war und sich auf Urlaub in seinem Heimatort Ramsthal befand. Kaspar Wahler, der an Nervenkrämpfen litt, betete täglich am Standort der späteren Kapelle; offenbar befand sich hier vor ihrem Bau bereits ein Marienbildnis. Als er kurz darauf von seinem Nervenleiden geheilt war, stiftete er von seiner Heimat Amerika aus einen hohen Geldbetrag zum Bau der Kapelle.
Ein Kostenvoranschlag des Ramsthaler Maurers Adam Wahler vom September 1888 lautete auf 1.040,72 Goldmark. Der Ramsthaler Johann Kraus und seine vier Söhne in Eltingshausen brachen Steine als Baumaterial für die Kapelle; Andreas Liebenstein fertigte das Turmkreuz an. Im Mai 1890 bat der Ramsthaler Pfarrer A. Heller beim Bischöflichen Ordinariat erfolgreich um die Erlaubnis, die Kapelle weihen zu dürfen.
Im Oktober 1939 erhielt die Kapelle ein neues Dach sowie neue, von Gebhard Fugel angefertigte Kreuzwegstationsbilder, die durch P. Ignaz Schötz, Guardian in Hammelburg, Kloster Altstadt, geweiht wurden und sich noch heute in der Kapelle befinden. In der Folgezeit wurde das Gelände um die Kapelle durch Rodung und Ebnung neu gestaltet (1940) und die Kapelle erweitert (1942). Zwischen 1942 und 1943 ersetzten die Glocken aus der Marienkapelle die abgelieferten Glocken der Ramsthaler St.-Vitus-Kirche.
Aus Anlass ihres hundertjährigen Jubiläums rückte die Marienkapelle im Jahr 1990 in den Mittelpunkt der Ramsthaler Bevölkerung, weshalb auch die örtliche Feuerwehr eine Auffrischung der Kapelle unternahm. Eine gründliche Renovierung fand im Jahr 1998 statt, wobei der von den Kerzen verursachte Ruß entfernt wurde und die Kapelle einen neuen Anstrich bekam. Zudem wurden Schneefanggitter, Dachrinnen und zwei neue Fenster ergänzt.
Vor der Kapelle wurde eine Schneise in den Wald geschlagen, die einen freien Blick von und zu der Kapelle erlaubt.